# Luis María Huete y Morillo
Luís María Huete y Morillo (Madrid, 1 de juny de 1929) és un polític espanyol, alcalde de Madrid el 1979.

## Biografia
Llicenciada en Dret, va treballar un temps com a professor a la Universitat i fou membre del Col·legi d'Advocats de Madrid. Va obtenir per oposició la plaça de Lletrat del Banc Hipotecari d'Espanya, del que en fou secretari general i secretari del consell (1953-1987). El 1974 fou nomenat regidor de l'ajuntament de Madrid com a representant de la banca oficial. Fou regidor de Personal, sota els alcaldes García-Lomas i Arespacochaga. El 1978 José Luis Álvarez el nomenà primer tinent d'alcalde de Madrid, i quan aquest va dimitir va exercir d'alcalde durant quatre mesos. En aquest temps es creà IFEMA, el bono bus i es desencallà el pla urbanístic de La Vaguada.
Durant la transició va militar en el Partit Liberal, amb el qual fou candidat al Senat d'Espanya a les eleccions generals espanyoles de 1977. A les primeres eleccions municipals democràtiques de 1979 fou el candidat a l'alcaldia per la Unió de Centre Democràtic (UCD). Tot i ser el més votat, va perdre l'alcaldia per una coalició PSOE-PCE que permeté l'accés a l'alcadia d'Enrique Tierno Galván. Va deixar el càrrec municipal i fou membre del consell d'administració de Caixa Postal (1980-1983).
A les eleccions municipals de 1987 i 1991 formà part de la candidatura d'Aliança Popular a l'alcaldia de Madrid, i fou regidor i primer d'alcalde. Posteriorment fou escolli diputat dins les llistes d'Aliança Popular primer i del Partit Popular després a les eleccions a l'Assemblea de Madrid de 1983, 1995 i 1999. Fou senador per la Comunitat de Madrid de 1995 a 1999. El 2003 es retirà de la política.
També ha estat membre del Consell d'Administració de Caja Madrid (1991-1995) i secretari executiu de la Unió de Ciutats Capitals Iberoamericanes (1981-1995).